# Mystère en Antarctique
Mystère en Antarctique est la cinquante-et-unième histoire de la série Les Aventures de Buck Danny de Francis Bergèse. Elle est publiée pour la première fois dans le journal Spirou du no 3494 au no 3503. Puis est publiée sous forme d'album en 2005.

## Résumé
Des avions de chasse Dassault Super-Étendard inconnus sont détectés par un brise-glace japonais au dessus du continent antarctique. Le porte-avions USS Harry S. Truman est missionné pour investiguer sur cette apparition.
Buck Danny et Sonny Tucson sont envoyés en mission de reconnaissance autour de cette zone suspecte. Leur E-2 Hawkeye de couverture y détecte une émission d'un signal de détresse. Sur place, Buck photographie un mystérieux cargo non-identifié et Sonny découvre un corps sur un iceberg habité par des manchots. De retour au Truman, ils embarquent ensuite sur un Seahawk de secours. Ils ne retrouvent qu'un cadavre mais l'homme avant de mourir, avait pu noter son histoire. Australien, ll faisait partie d'une association écologiste Evergreen, l'hélicoptère de bord a été attaqué par un cargo sans pavillon et son navire coulé par quatre chasseurs à réaction. Il était le seul survivant du crash de l’hélicoptère. La description du cargo nommé "Sukhumi" correspond au navire rencontré par Buck. Celui-ci est détecté par un F-18 de patrouille en route vers l'océan indien.
En mission de reconnaissance en Baie de Lützow-Holm y rencontre deux Dassault Super-Étendard mais ceux-ci sont des avions du Porte-avions français Charles de Gaulle présent pour les mêmes raisons que le Truman. Afin de collaborer, Buck et Cindy basent leurs deux avions sur le Charles de Gaulle.
Lors de la mission de reconnaissance suivante, Buck détecte des installations sur la banquise mais son vol est interrompu par un système antiaérien mobile et son avion abattu. Devant le danger, Cindy fait demi-tour et alerte pour l'envoi de secours.
Atterrissant sur une montagne de la Péninsule de Riiser-Larsen, Buck se camoufle avec son parachute. Il est traqué par des chenillettes ennemies et leur hélicoptère. Il les évite et découvre le but de leur présence : l’excavation d'un trésor nazi enseveli sous la glace de la banquise. Pendant ce temps, quand le « Truman » est sur le point d'arraisonner le « Sukhumi », celui-ci explose et disparait corps et biens. Arrivé à proximité de Buck, l'hélicoptère de secours du Charles de Gaulle est attaqué par celui des « pirates » et les Rafale M sont pris à partie par la défense anti-aérienne ce qui compromet le sauvetage.
Buck prend alors en otage le chauffeur d'un Snow-Cat. Celui-ci, Klaus est coopérant car il a compris que ces commanditaires ne le laisseront pas repartir vivant. Il explique le plan général de la mission à Buck puis rejoint le hangar qui abrite les quatre chasseurs quand une alerte à l'intrusion de chasseurs ennemis est déclenchée. Buck prend la place d'un mercenaire pilote et emprunte un des Super-Étendard. Il mitraille au sol un des autres chasseurs puis décolle et élimine la batterie anti-aérienne. À l'arrivée du F-18 de Cindy accompagné d'un rafale et d'un hélicoptère de secours, Buck abat un deuxième Super-Étendard puis l'hélicoptère des "pirates" qui s’apprêtait à attaquer.
Alors que Klaus est récupéré par l'hélicoptère français, Buck le protège par un mitraillage mais tombe en panne de munitions. Le dernier Super-Étendard le touche alors au moteur. Cindy abat ce dernier chasseur sans autorisation. Buck essaye de s’éjecter mais le siège ne fonctionne pas. Il fait un atterrissage d’urgence sur la banquise puis est hissé par l’hélicoptère de sauvetage.
Après avoir obtenu un mandat de l'ONU, un commando aéroporté est formé et la base ennemie est envahie puis peu après le sous-marin prévu pour le transfert du trésor est arraisonné. Le groupe gardé prisonnier tandis que l'or est en attente d'une décision d'une commission internationale. Sonny et Tumbler rejoignent Buck sur le porte-avions français.

## Contexte historique
En 1988, la Convention pour la réglementation des activités sur les ressources minérales antarctiques est adoptée. Cependant, quelques années après, l'Australie et la France refusent de signer le traité, le faisant tomber en désuétude. Ces derniers proposent à la place qu'une réglementation complète de protection sur l'environnement de l'Antarctique soit négociée. Soutenu par d'autres pays, le Protocole au traité sur l'Antarctique relatif à la protection de l'environnement en Antarctique, ou protocole de Madrid, est alors négocié et entre en vigueur le 14 janvier 1998: il interdit toute exploitation minière en Antarctique, désignant le continent comme une « réserve naturelle consacrée à la paix et à la science ». Selon le traité, « seules les activités pacifiques sont autorisées ». Pas de militaires ni de nucléaire, liberté de recherche scientifique et coopération internationale.
Le traité sur l'Antarctique empêche toute activité militaire sur ce continent, y compris la construction de bases militaires et de fortifications, les manœuvres militaires et les essais d'armements. Le personnel ou l'équipement militaire n'est permis que pour la recherche scientifique ou pour d'autres fins pacifiques, sachant que la coopération scientifique fut un instrument pour éviter une militarisation du continent. La seule action militaire effectuée sur le continent est l'Operación 90 lancée par l'armée argentine en 1965. L'Antarctique est la seule zone démilitarisée acceptée par les États-Unis.

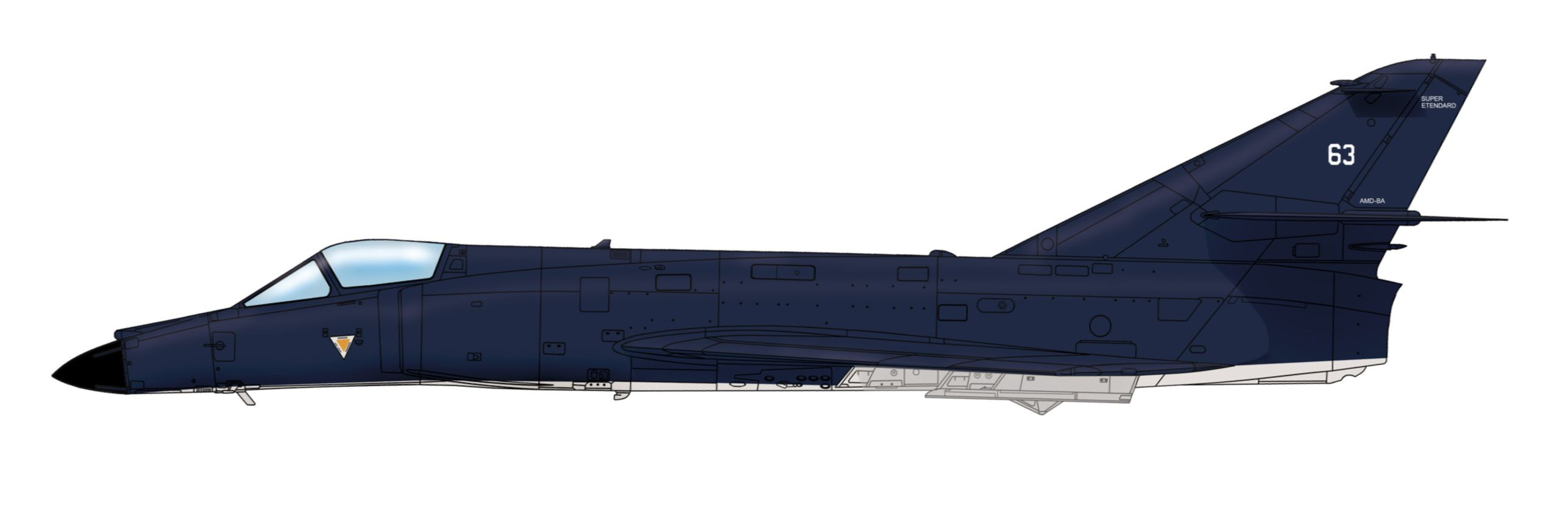
Dassault Super-Étendard, Force aérienne irakienne (IQAF), 1983

Entre 1983 et 1985, cinq avions furent loués par la France à la force aérienne irakienne, alors en plein conflit avec l'Iran (opération Sugar). L'Irak avait en effet acheté des missiles Exocet mais ne disposait pas encore des Mirage F1 capables de les tirer. Un Super-Étendard a été perdu lors des opérations irakiennes, piloté par le lieutenant Kamal, il a été abattu en vol le 2 avril 1984 par un F-4E iranien. Il restait alors 4 Super Etandard en Irak, ceux qui sont supposés avoir été recueillis par les pirates de l'album.

## Avions
- Grumman F-14 Tomcat
- Grumman E-2 Hawkeye
- McDonnell Douglas F/A-18C Hornet
- Lockheed S-3B Viking
- Sikorsky SH-60 Seahawk
- Hughes 300 (en)
- Dassault Super-Étendard
- Dassault Super-Étendard Modernisé
- Grumman C-2 Greyhound
- Mil Mi-8T « Hip-C »
- SA.365F Dauphin 2
- Dassault Rafale M
- Aérospatiale AS.565 Panther
- Sud-Aviation SA.330 Puma